# Escleroci

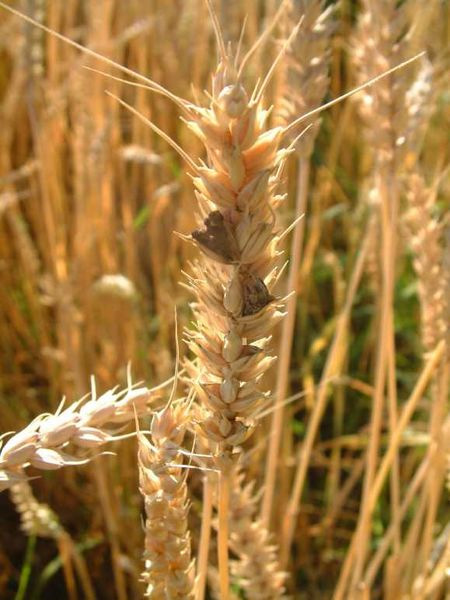
Esclerocis de la banya del sègol situats sobre espigues del blat

Un escleroci (en llatí i en anglès: sclerotium (plural sclerotia)) és una massa compacta d'hifes del fong endurides que contenen reserves alimentàries. Els esclerocis són estructures de resistència que ajuden a sobreviure a condicions ambientals extremes, o en el cas de fongs que infecten plantes anuals, a sobreviure a l'hivern. En alguns fongs superiors com la banya del sègol, els esclerocis se separen i romanen inactius fins que tornen les condicions favorables de creixement a la primavera. Altres fongs fitopatògens com els del gènere Sclerotinia també tenen esclerocis.
En Claviceps purpurea, l'escleroci és una massa fosca de micelis que substitueix els grans que s'han vist infectats pel fong patogen Els esclerocis contenen alcaloides que, quan es consumeixen poden causar la malaltia de l'ergotisme.
Els esclerocis s'assemblen als cleistotecis en morfologia i control genètic del seu desenvolupament.